# Jambville
Jambville là một xã thuộc tỉnh Yvelines, trong vùng Île-de-France, Pháp, có cự ly khoảng 20 km về phía đông bắc Mantes-la-Jolie, 8 km về phía tây bắc Meulan.
Jambville nằm trong phạm vi của vườn tự nhiên vùng Vexin Pháp.
Người dân địa phương trong tiếng Pháp gọi là Jambvillois.
Các xã giáp ranh là: Frémainville về phía bắc, Lainville-en-Vexin và Montalet-le-Bois về phía tây, Oinville-sur-Montcient về phía nam và Seraincourt về phía đông. 